# دير دخنة (الحديدة)
دير دخنة هي إحدى قرى مديرية اللحية، التابعة لمحافظة الحديدة اليمنية، بلغ تعداد سكانها 3928 نسمة حسب الإحصاء الذي أجري عام 2004.